# Nowy Dwór (Nieszki)
Nowy Dwór – część wsi Nieszki położona w Polsce, w województwie podlaskim, w powiecie suwalskim, w gminie Bakałarzewo.
W latach 1975–1998 miejscowość należała administracyjnie do województwa suwalskiego.
Nowy Dwór powstał w pierwszej połowie lat 40. XVIII stulecia. Jego nazwa wiąże się z przeniesieniem z Gębalówki siedziby majątku rodu Boratyńskich. Najstarsza znana wzmianka dotycząca Nowego Dworu pochodzi z 1744 roku.